# Latiano
Latiano este o comună din provincia Brindisi, regiunea Puglia, Italia, cu o populație de 14.143 de locuitori (31/10/2019) și o suprafață de 105,69 km².

## Demografie
Latiano - evoluția demografică

|  | Graficele sunt indisponibile din cauza unor probleme tehnice. Mai multe informații se găsesc la Phabricator și la wiki-ul MediaWiki. |

Date: Recensăminte sau birourile de statistică - grafică realizată de Wikipedia